# Arsacius

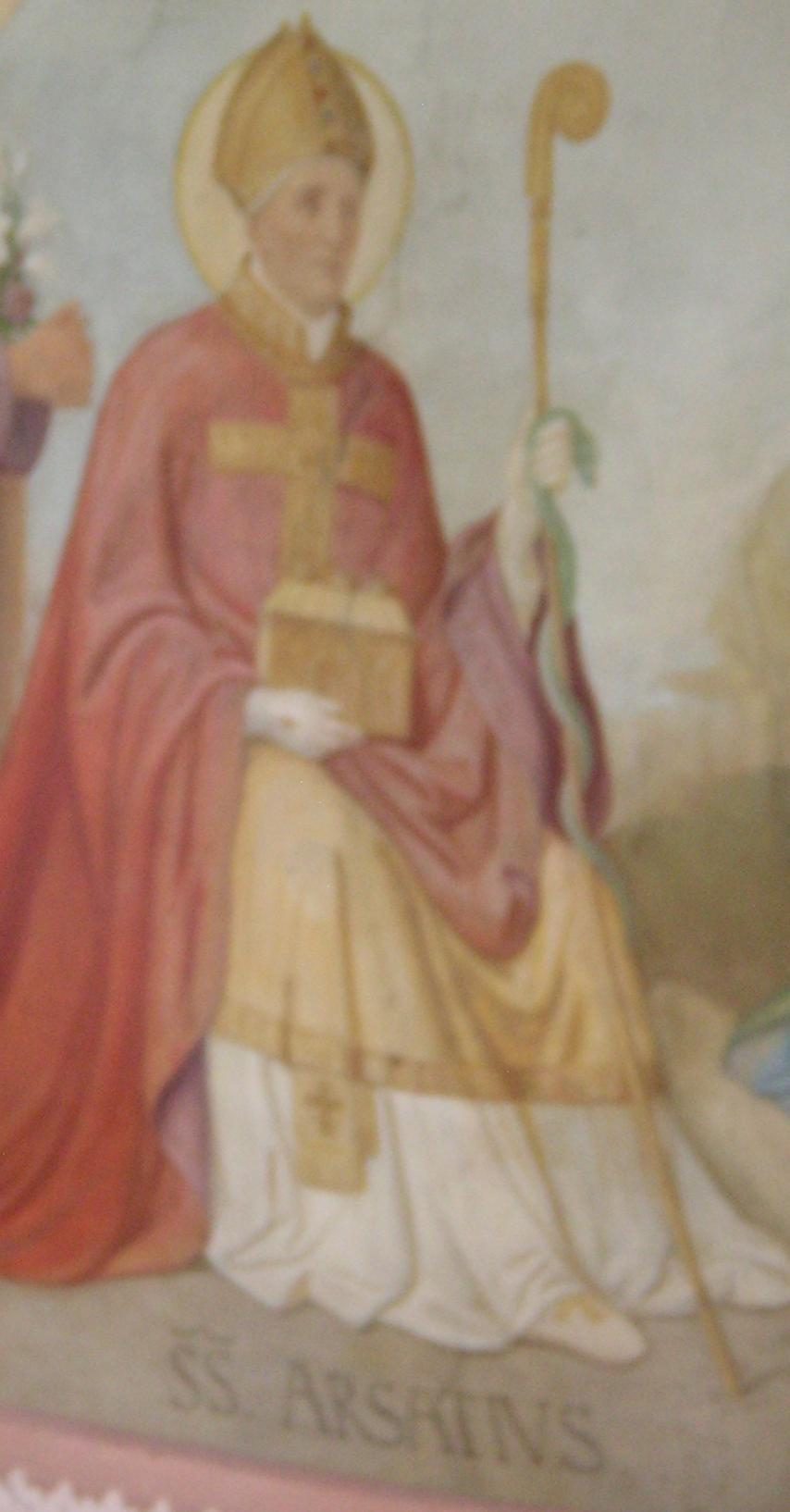
Fresko des hl. Arsacius in der Stiftskirche Ilmmünster

Über das Leben des heiligen Arsacius oder Arsatius gibt es keine gesicherten Nachrichten. Der Legende nach war er Bischof von Mailand und möglicherweise ein Märtyrer oder Bekenner. Seine Lebenszeit wird um 400 oder in das 6. Jahrhundert datiert. Einer weiteren Tradition zufolge soll der heilige Ambrosius von Mailand sein Lehrer und Vorgänger als Bischof gewesen sein. Es könnte sich bei diesem Arsacius aber auch um einen Arsacius von Nikomedien gehandelt haben.
Seine Reliquien wurden 766 von Rom in das Kloster Ilmmünster überführt, wo seine Verehrung wuchs und ihm bis heute die Kirche St. Arsatius geweiht ist. 1495 wurden sie nach München übertragen, 1846 aber wieder zurück nach Ilmmünster überführt. Sein Gedenktag ist der 12. November.